# Hueso trapezoide
El hueso trapezoide es un hueso de la muñeca, par, corto, esponjoso, con seis caras de las cuales cuatro son articulares.
Es el segundo hueso de la segunda fila del carpo; se articula con el hueso escafoides, segundo metacarpiano, hueso trapecio y hueso grande.